# Maria de Vítebsk
Maria de Vítebsk (morta abans de 1349) va ser la primera dona de Algirdas, futur Gran Duc de Lituània, el matrimoni va tenir lloc prop de 1318. Se'n sap molt poc sobre la seva vida. Era l'única filla del príncep Iaroslavl, i, per tant, era l'única hereva del Principat de Vítebsk. Després de la mort del seu pare circa 1345, Vítebsk va caure sota el control permanent d'Algirdas i d'altres Geminidas. Maria va tenir cinc fills, els quals van créixer mentre Algirdas era encara un duc regional a les terres eslaves del Gran Ducat de Lituània. Els cinc van ser batejats en ritu ortodox i van governar terres russes donant ascens als clans de ducs russos, (Trubetskói de Dmitri I Starshy, els Czartoryski de Constantí, els Sanguszko de Fíodor). Després de la mort de Maria, Algirdas es va casar amb una altra princesa russa, Uliana de Tver. Després de la mort d'Algirdas, els fills grans de Maria i d'Uliana es van disputar els drets de successió.